# 1257年
| 千纪： | 2千纪 |
| 世纪： | 12世纪 \| 13世纪 \| 14世纪                                                                                 |
| 年代： | 1220年代 \| 1230年代 \| 1240年代 \| 1250年代 \| 1260年代 \| 1270年代 \| 1280年代                           |
| 年份： | 1252年 \| 1253年 \| 1254年 \| 1255年 \| 1256年 \| 1257年 \| 1258年 \| 1259年 \| 1260年 \| 1261年 \| 1262年 |
| 纪年： | 丁巳年（蛇年）；南宋宝祐五年；蒙古宪宗七年；越南元豐四年；日本康元二年，正嘉元年                           |

## 大事记
- 紐璘攻四川之戰。
- 蒙古第八次入侵高麗。
- 第一次蒙越戰爭，蒙古軍將領兀良哈台從雲南率領三萬大軍侵佔大越國的平厲原（Bình Lệ Nguyên）地區，陳太宗退守天幕江（在今越南興安省），國都昇龍（今河內市）失陷。
- 忽必烈成立雲南等處行中書省。
- 大理國末代國王段興智被任命為中慶路八府總管（即大理總管）。
- 崔竩成為高麗崔氏政權第四代獨裁者。
- 馬木留克王朝首任蘇丹伊茲丁·艾伯克遭暗殺，其子曼蘇爾·阿里繼位。
- 約9月——印尼撒瑪拉斯(Samalas)火山爆發，威力之大，釀成全球氣候變化、飢荒和死亡。專家曾認為這是石器時代以來，規模最大的一次火山爆發。

## 逝世
- 元好问，金末元初作家、史学家。
- 崔沆，高麗崔氏政權第三代獨裁者。
- 伊茲丁·艾伯克，阿尤布王朝馬木留克衛隊首領，馬木留克王朝首任蘇丹。